# Creu Monumental de Vilagrasseta
La Creu Monumental de Vilagrasseta és una creu del poble Vilagrasseta, al municipi de Montoliu de Segarra (Segarra) inclosa a l'Inventari del Patrimoni Arquitectònic de Catalunya.

## Descripció
És una creu situada a la plaça de l'Església del poble, davant l'església parroquial de Sant Andreu.

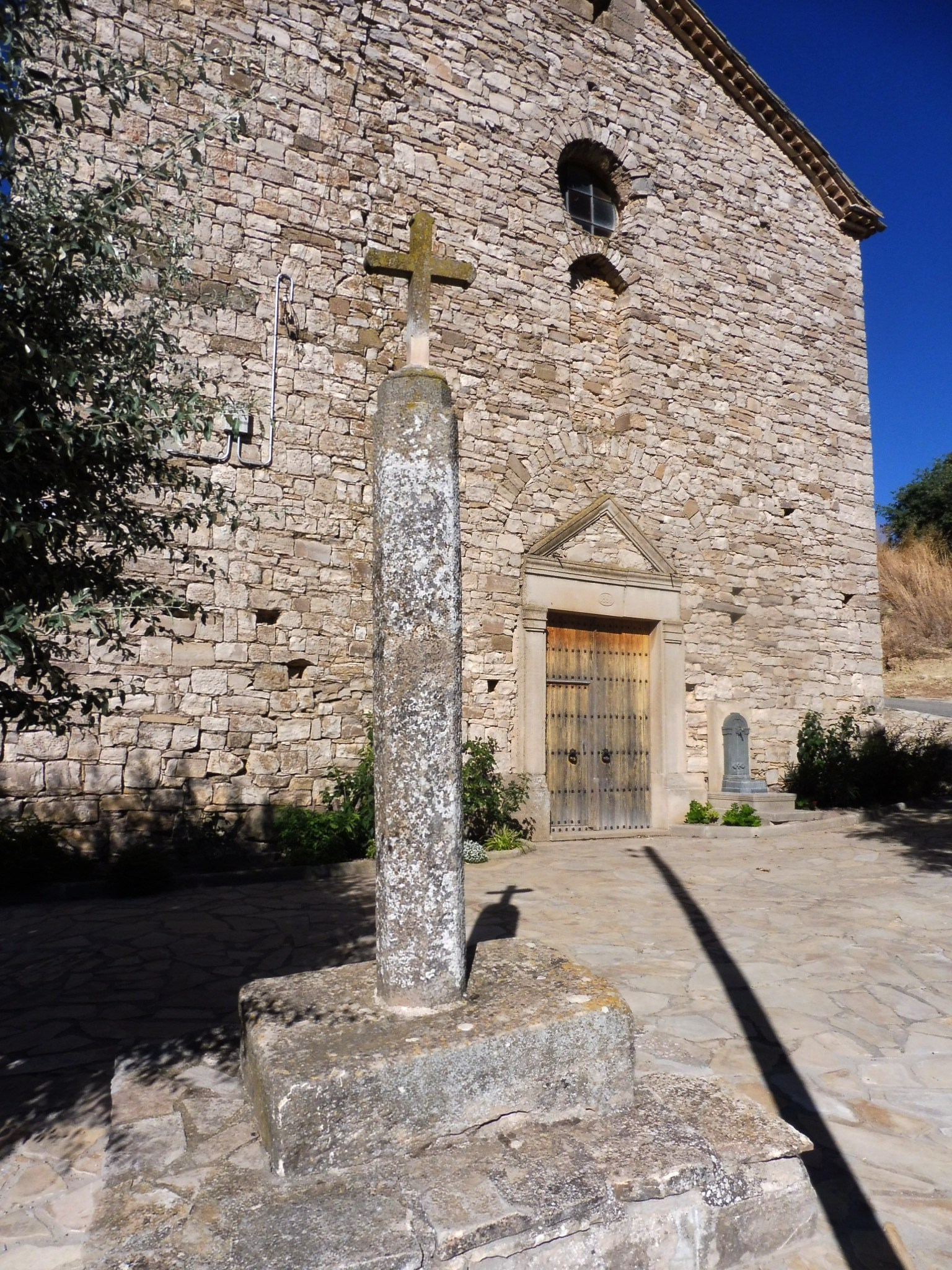
La creu davant l'església de Sant Andreu

 Aquesta s'estructura a partir de graonada, fust, nus i creu. Dos graons de planta quadrada disposats en progressió decreixent formen el basament de la creu. Damunt, es disposa el fust vuitavat sense presència de sòcol i està rematat per un nus motllurat. Coronant aquesta estructura una creu que presenta els seus extrems un senzill treball motllurat.

## Història
Les creus de la Santa Missió són el testimoni de la predicació de la fe cristiana per part dels Pares Claretians molts llocs de la comarca de la Segarra, durant l'interval de temps entre els anys 40 i 50 del passat segle xx. La seqüència d'aquest acte podia variar però anava entre un i tres dies. Durant aquest període, dos Pares Claretians s'encarregaven de reunir la gent d'un poble concret i mitjançant la predicació reafirmaven la fe cristiana dels seus veïns. Els actes finalitzaven amb una missa, viacrucis, processó i s'erigia una creu amb un lloc ben visible, com podia ser l'entrada al poble.